# Rivoluzione Civile (lista elettorale)
Rivoluzione Civile (RC) è stata una lista elettorale italiana di sinistra costituita in occasione delle elezioni politiche del 2013, guidata da Antonio Ingroia (ex pubblico ministero anti-mafia a Palermo).
La piattaforma ideologica di Rivoluzione Civile si ispirava a politiche anti-corruzione, comunismo e ambientalismo.

## Storia
Il 17 dicembre 2012 Antonio Ingroia, Luigi De Magistris, Orazio Licandro (PdCI) e Leoluca Orlando (IdV/La Rete 2018) lanciarono il manifesto Io ci sto, una piattaforma programmatica in dieci punti da presentare al Partito Democratico per entrare nell'alleanza di centrosinistra; il manifesto viene firmato, tra gli altri, anche da Franco Battiato, Fiorella Mannoia, Milly Moratti, Massimiliano Bruno, Max Paiella, Sabina Guzzanti, Vauro, Enrico Fierro.
Fallita ogni trattativa col centrosinistra, il 29 dicembre i promotori di Io ci sto andarono avanti autonomamente e lanciarono il cartello Rivoluzione Civile, al quale aderì subito, oltre a Italia dei Valori, Partito dei Comunisti Italiani, Movimento Arancione e Nuovo Partito d'Azione, anche Rifondazione Comunista. Ingroia in particolare annunciò l'intenzione definitiva di candidarsi come leader della lista e ne svelò il simbolo. Il 5 gennaio 2013 anche la Federazione dei Verdi aderì alla lista. Il 10 gennaio Rivoluzione Civile venne costituita ufficialmente presso un notaio di Roma. Il 21 aderì anche il Nuovo Partito d'Azione. Il 24 aderirono infine gli Ecologisti e Reti Civiche di Angelo Bonelli e Mary Luppino (Verdi, Abbiamo un Sogno, Costituente Ecologista e Sindaci della Buona Amministrazione).
Inizialmente la lista aveva suscitato l'interesse anche di altri movimenti (ALBA, Partito Pirata, Cambiare si può, Popolo Viola e Agende Rosse di Salvatore Borsellino). La delusione su una serie di aspettative disattese portò a metà gennaio il Popolo Viola a dissociarsi. Il 22 gennaio Borsellino non nascose la delusione per le liste, ma anche la simpatia per Ingroia. Il 30 gennaio ALBA decise di non associarsi a Rivoluzione Civile.
Il 24 e il 25 febbraio 2013 si tengono le elezioni politiche. Rivoluzione Civile ottiene alla Camera dei deputati il 2,25 % e al Senato l'1,79 %, non raggiungendo le soglie di sbarramento, rispettivamente al 4 % a livello nazionale e all'8 % a livello regionale.
Dopo il negativo esito elettorale, il progetto è stato via via abbandonato dai partiti. Successivamente Antonio Ingroia ha annunciato il prosieguo ideale di Rivoluzione Civile con la sua Azione Civile. Il 2 maggio RC è stata ufficialmente sciolta all'unanimità dai suoi costituenti a causa del "risultato insoddisfacente delle elezioni politiche".

## Composizione
La lista era formata da diversi partiti e movimenti che spaziavano dalla sinistra al centrismo:
| Partito | Partito                                    | Ideologia principale | Leader             |
| ------- | ------------------------------------------ | -------------------- | ------------------ |
|         | Federazione dei Verdi (FdV)                | Ambientalismo        | Angelo Bonelli     |
|         | Italia dei Valori (IdV)                    | Anti-corruzione      | Antonio Di Pietro  |
|         | La Rete 2018                               | Antimafia            | Leoluca Orlando    |
|         | Movimento Arancione (MA)                   | Anti-corruzione      | Luigi de Magistris |
|         | Nuovo Partito d'Azione (NPdA)              | Populismo            | Pino Quartana      |
|         | Partito dei Comunisti Italiani (PdCI)      | Comunismo            | Oliviero Diliberto |
|         | Partito della Rifondazione Comunista (PRC) | Comunismo            | Paolo Ferrero      |

## Struttura
- Presidente Antonio Ingroia (2012–2013)

## Risultati elettorali
| Elezione       | Elezione | Voti    | %    | Seggi |
| -------------- | -------- | ------- | ---- | ----- |
| Politiche 2013 | Camera   | 765 188 | 2,25 | 0     |
| Senato         | 549 995  | 1,79    | 0    |       |